# Interregno otomano
El Interregno otomano (también conocido como Triunvirato Otomano; en turco Fetret Devri) o Guerra civil otomana fue un período caótico en el Imperio otomano, a comienzos del siglo XV, posterior a la derrota del sultán Bayezid I en la batalla de Ankara a manos del emir turco-mongol Temür el 20 de julio de 1402. Aunque Mehmed Çelebi fue confirmado como sultán por Temür, sus hermanos Süleyman Çelebi, İsa Çelebi, Musa Çelebi y, posteriormente, Mustafa Çelebi, se negaron a reconocer su autoridad y cada uno reclamó para sí mismo el trono. La guerra civil fue el resultado. 
Envueltos íntimamente a la par en esta disputa fratricida, se encontraban en pugna por el poder dos principales grupos políticos, que habían surgido en el imperio otomano en los años anteriores al desastre de Ankara. En primer lugar, la aristocracia turca, la cual había dirigido las primeras conquistas balcánicas y se había beneficiado de ellas en botín y posesiones territoriales y que en ese momento quería asumir la tradición Ghazi de avanzar sobre el resto de Europa, con la finalidad de que su poder político y financiero se mantuviese e incrementase. Estos descendientes de los antiguos beys turcomanos representaban la antigua tradición islámica. Deseaban abandonar la tendencia inaugurada por Murad I y continuada por su hijo y sucesor Bayezid I de incorporar maneras bizantinas al estado otomano y reemplazarlas con aquellas heredadas del antiguo califato abasí y proseguidas por el imperio selyúcida y el sultanato de Rüm a todos los niveles del gobierno. Específicamente solicitaban que la institución militar de los Kapıkulları fuese totalmente abandonada, argumentando que era contraria a la tradición islámica de que musulmanes no podían ser mantenidos en la esclavitud. Obviamente su verdadera razón fue la de privar al sultán del único elemento militar de que disponía para evitar su control. En segundo lugar, opuesto a los designios de la aristocracia turca, se encontraban el Devşirme (cristianos conversos al islam y culturizados al modelo turco), cuya ala militar eran las fuerzas Kapıkulları, y los príncipes cristianos vasallos de los Balcanes, los cuales habían sido favorecidos por Bayezid I. Deseaban continuar la política de este sultán en todos sus aspectos, con el fin de colocarse como rivales de la antigua aristocracia turca dentro del sistema político otomano. Preferían acabar con las conquistas balcánicas y centrarse en avances hacia Anatolia, sobre todo para privar a sus oponentes de nuevas fuentes de recursos financieros y militares.
El Interregno duró poco menos de once años hasta la batalla de Çamurlu el 5 de julio de 1413, cuando Mehmed Çelebi emergió como vencedor, se coronó a sí mismo sultán con el nombre de Mehmed I y restauró el imperio.

## Guerra civil

### İsa versus Mehmed
La guerra civil estalló entre los hijos del sultán Bayezid I tras su muerte en 1403. Su hijo mayor, Süleyman, con su capital en Edirne (la capital europea de los otomanos), gobernó el norte de Grecia, Macedonia, Bulgaria y Tracia, apoyado por el Devşirme y los príncipes cristianos vasallos de los Balcanes. La aristocracia turca, en cambio, apoyó las ambiciones de los hermanos menores de Süleyman, sin embargo las alianzas variaron durante la guerra civil. El segundo hijo, İsa Çelebi, se estableció como un gobernante independiente en Bursa (la capital asiática), gobernando el sur de Grecia y la parte más occidental de Anatolia, y Mehmed Çelebi formó un reino en Amasya. La guerra estalló entre Mehmed e İsa, y tras las batallas de Ermeni-beli y Ulubad (marzo-mayo de 1403), İsa huyó a Constantinopla y Mehmed ocupó Bursa. La batalla posterior en Karasi entre Mehmed e İsa resultó en una victoria para Mehmed e İsa huyendo a Karaman. İsa más tarde fue asesinado en un baño por agentes de Mehmed. Süleyman aprovechó la ocasión para apoderarse también del sur de Grecia, mientras Mehmed regía Anatolia. 

### Süleyman ingresa en guerra civil
Mientras tanto, otro hijo sobreviviente de Bayezid, Musa Çelebi, quien fuera capturado en Ankara, fue liberado por Temür y puesto bajo la custodia de Yakub II de Germiyan. Musa fue liberado, luego de que Mehmed solicitó la liberación de su hermano. Tras la muerte de İsa, Süleyman cruzó el estrecho con un gran ejército. Inicialmente, Süleyman tuvo éxito, invadiendo Anatolia, capturando Bursa (marzo de 1404) y Ankara más tarde ese año.
Durante el estancamiento en Anatolia, que duró desde 1405-1410, Mehmed envió a Musa a través del mar Negro hacia Tracia con una pequeña fuerza para atacar los territorios de Süleyman en el sureste de Europa. Esta maniobra pronto hizo regresar a Süleyman a Tracia, donde se produjo una breve pero sangriento encuentro armado entre él y Musa. Al principio, Süleyman tuvo la ventaja de ganar la batalla de Kosmidion en 1410, pero en 1411 su ejército desertó a favor de Musa, tras ser derrotado en una batalla a las afueras de Edirne. El fugitivo Süleyman se vio forzado a retirarse al sur de Grecia. Finalmente, Süleyman fue capturado y ejecutado por orden de Musa. Este era ahora el gobernante de los dominios otomanos en Europa.

### Mehmed versus Musa
El emperador bizantino, Manuel II Paleólogo, había sido un aliado de Süleyman; Musa por lo tanto montó un asedió a Constantinopla. Manuel llamó a Mehmed (enfurecido por la traición de su hermano Musa) para que lo protegiera. Los otomanos de Mehmed ahora guarnecían a Constantinopla contra los otomanos de Tracia de Musa. Mehmed hizo varias salidas infructuosas contra las tropas de su hermano, una de ellas fue el envío de un pequeño ejército a Galípoli, donde fue derrotado en Incegiz. Mehmed se vio obligado a volver a cruzar el Bósforo para sofocar una revuelta que había estallado en sus propios territorios. Musa ahora presionó el sitio de Constantinopla. Sin embargo, Mehmed regresó a Tracia y obtuvo la ayuda de Stefan Lazarevic, el déspota serbio, y fundamentalmente de la aristocracia turca, con la promesa de reemprender las antiguas tradiciones ghazi.
Los ejércitos otomanos de los hermanos rivales se encontraron frente a frente en la llanura de Chamurli (hoy Samokov, Bulgaria) el 5 de julio de 1413. Hasan, el agha de los jenízaros de Mehmed, se adelantó a las filas e intentó que las tropas cambiaran de bando. Musa corrió hacia Hasan y lo mató, pero fue herido por un oficial que había acompañado a Hasan. Los otomanos de Musa lucharon bien, pero la batalla fue ganada por Mehmed y sus aliados. Musa huyó, luego fue capturado y estrangulado. Con la muerte de Musa, Mehmed fue el único hijo sobreviviente del difunto sultán Bayezid I y se convirtió en Sultán con el nombre Mehmed I. El Interregnum fue un ejemplo sorprendente del fratricidio que se volvería común en las sucesiones otomanas.
| Predecesor: Bayaceto I | Interregno otomano 1402-1413 | Sucesor: Mehmed I |

- Datos: Q726261